# Mijas Cup
El Gran Premio Día de Andalucía o  Mijas Cup fue uno de los grandes premios que se disputó en el Hipódromo Costa del Sol desde el 2001 al 2012, año en el que el hipódromo cesó su actividad. La carrera estaba destinada a caballos y yeguas de cuatro años en adelante sobre una distancia de 2.200 metros, aunque hasta el 2006 la distancia fue sobre 2.400 metros.
Desde el 2006, la prueba se celebraba cada 28 de febrero o en un fin de semana cercano a la fecha, coincidiendo con el Día de Andalucía. Se trataba de la carrera mejor dotada del calendario ecuestre nacional, con más de 86 000 euros en premios, aunque en los últimos años la dotación de la prueba bajo hasta los 73.100€.

## Palmarés[3]
| Gran Premio Día de Andalucía - Mijas Cup |                     |                       |                                  |                              |       |
| 2012                                     | PAZIFIKSTURM (GER)  | Julien Augé           | Ana Ímaz Ceca                    | Cuadra Martul                | 2200m |
| 2011                                     | ENTRE COPAS (GB)    | Jeremy Crocquevieille | Ioannes Osorio                   | Cuadra África                | 2200m |
| 2010                                     | NELSON GROOM (FR)   | José Luis Martínez    | Francisco Rodríguez              | Cuadra Reza Pazooki          | 2200m |
| 2009                                     | BLUE DENIM (GB)     | Thami Zergane         | Jean Claude Pecout               | Cuadra Azzedine Sedrati      | 2200m |
| 2008                                     | SKY CRUSADER (GB)   | René Piechulek        | Christian Freiherr Von der Recke | Cuadra Stall Saabrucken      | 2200m |
| 2007                                     | PAPILLON ROSE (IRE) | Johan Victoire        | Henri-Alex Pantall               | Cuadra Jalobey Racing        | 2200m |
| 2006                                     | MUSHAJER (IRE)      | Paul Fredericks       | John Less Eyre                   | Cuadra Eyres & Graces Ass.   | 2400m |
| 2005                                     | EL HECHIZADO (SPA)  | Jorge Edgar Jarcovsky | Ioannes Osorio                   | Cuadra Duque de Alburquerque | 2400m |
| 2004                                     | ADOPTED HERO (IRE)  | Simon Whitworth       | Peter Haley                      | Cuadra N & J Racing          | 2400m |
| 2003                                     | HATHAAL (IRE)       | Alan Creighton        | Edward J. Creighton              | Cuadra The Vixens            | 2400m |
| 2002                                     | MONTALBAN (GB)      | W. O'Connor           | Christian Freiherr Von der Recke | Cuadra Harald Kroseder       | 2400m |
| 2001                                     | ANBARI (GB)         | Paul Fredericks       | Claes Bjorling                   | Cuadra World Racing          | 2400m |